# 1-es busz (Tatabánya)
A tatabányai 1-es jelzésű autóbusz az Autóbusz-állomás és a Szent István úti forduló között közlekedik. Az egész nap közlekedő viszonylatot a T-Busz Tatabányai Közlekedési Kft. üzemelteti.

## Története
A járat az 1980-as évek elejéig többé-kevésbé ugyanazon az útvonalon közlekedett: a várost hosszában átszelve az újvárosi Újváros, végállomástól Bánhidát érintve a felsőgallai Felső vasútállomásig. Volt egy betétjárata 1A jelzéssel, mely ugyanezen az útvonalon, de csak a Bányász fordulóig járt. Ekkor a betétjáratokkal átlagosan negyedórás követéssel közlekedtek a buszok.
A ’70-es évek elején futott még egy 1G jelzésű gyorsjárat is Újváros, végállomás és a Bányász forduló között, mely csak a fontosabb megállókban állt meg. Csak a reggeli és kora délutáni csúcsidőben közlekedett, rásegítő járatként.
1982-ben – betétjáratával együtt – lerövidítették az útvonalát, az Autóbusz-állomás helyett csak Dózsakertig közlekedett hurokjáratként. Időközben több megálló elnevezése megváltozott, így az 1A járat végállomása Bányász forduló helyett Bányaforgalmi iroda lett. Létezett még egy betétjárat, az 1Y is, amely az 1-es eredeti útvonalán, Újváros és Felsőgalla között közlekedett, de csak éjfél körül egy-egy járattal.
1985 márciusában lezárták az újvárosi vasúti felüljárót felújítás miatt, ekkor megszüntették az 1Y járatot, amely ezen át közlekedett. Az 1-est és az 1A-t nem érintette ez a lezárás.
1986 júniusában, a felüljáró újbóli megnyitása után teljes egészében újraszervezték a város tömegközlekedését. Az 1-es ismételten az eredeti, de kissé rövidített útvonalon járt, az Újváros, Autóbusz-állomás és a Bányaforgalmi iroda között. Három év múlva, 1989 decemberétől ez egy kissé megváltozott, Dózsakert helyett a Dózsa György úton közlekedett, ezzel jobb összeköttetést nyújtott a város kórházának két telephelye között (az I. telephely az Óvárosban volt, ezt azóta megszüntették, a II. telep pedig a Dózsa György úton volt, jelenleg már itt található az összes kórházi intézmény). Az 1A jelű betétjáratot megszüntették.
Az átszervezés során létrehoztak egy új betétjáratot 1K jelzéssel, amelyet csak nagyobb sporteseményekkor és színházi előadásokkor közlekedtettek. Ezek a járatok az óvárosi Sportpálya vagy a Népház és az Újváros, Autóbusz-állomás között közlekedtek, rásegítő járatként. Ez utóbbi csak 1989 decemberéig közlekedett.
2000 augusztusában a digitális kijelzőkön a 7-estől való jobb megkülönböztetés miatt átszámozták 01-esre. Időközben több megállóhely neve ismét megváltozott, így az 1-es végállomása is Bányász körtér lett a Bányaforgalmi iroda helyett.
2001 novemberétől az 1-esnek indítottak egy új betétjáratot 1F jelzéssel, mely mindig az 1-es aktuális vonalán közlekedik, de Felsőgalláig a régi vasútállomásig. Reggelente jár, jelenleg csak Felsőgalla felé, az iskolai bejárást könnyíti meg a tanulóknak.
2007 nyarán, a Vértes Center megnyitásával az autóbusz-pályaudvar is áthelyezésre került, közelebb kerülve a városközponthoz, viszont újabb problémákat jelentve a tömegközlekedésben. Így a 01-esről visszaszámozott 1-es járat útvonala 3 megállóval rövidebb lett. Egy évvel az áthelyezés után a megszűnt megállók mellett lakók nyomására ismét módosult a járat útvonala, egy nagyobb kerülővel, a kertvárosi körforgalom felől érték el a buszok Dózsakertet.
2011 októberétől egy újabb betétjárattal gazdagodott 1Y jelzéssel, mely az alapjárat meghosszabbítása volt a Szent István úti fordulóig, és reggeltől kora délutánig rásegítőjáratként funkcionált.
2012. július 1-től ismét visszaállították a 2006 előtti útvonalat, egyúttal kibővítették azt a Szent István úti fordulóig (ezért az 1Y jelű betétjárat megszűnt), majd lecsökkentették a járatszámot, így már csak félóránként jár, továbbá az 1F már betér Dózsakertbe az Erdész utca érintésével.
A 2018-as szolgáltatóváltás és a helyi autóbuszhálózat átszervezése során megszűnik a Vigadó útról induló 1A jelzésű betétjárata, valamint az 1F járat 1D jelzéssel közlekedett, Felsőgalla vasútállomás helyett a Szent István úti fordulóhoz, illetve 1G jelzéssel új betétjárat indul, Vigadó út megállóhely érintésével.

## Útvonala
| Autóbusz-állomás felé | Szent István úti forduló felé |
| --- | --- |
| Szent István úti forduló – Szent István utca – Baross Gábor út – dr. Mohi Rezső út – Semmelweis utca – Szent Borbála út – Összekötő út – Omega Park – Összekötő út – Károlyi Mihály utca – Árpád utca – Kossuth Lajos utca – Bajcsy-Zsilinszky utca – Dózsa György út – Győri út – Mozdony utca – Jedlik Ányos utca – Autóbusz-állomás | Autóbusz-állomás – Jedlik Ányos utca – Mozdony utca – Győri út – Dózsa György út – Bajcsy-Zsilinszky utca – Kossuth Lajos utca – Árpád utca – Károlyi Mihály utca – Összekötő út – Omega Park – Összekötő út – Szent Borbála út – Semmelweis utca – dr. Mohi Rezső út – Baross Gábor út – Szent István utca – Szent István úti forduló |

## Megállóhelyei
| 0  | 0  | Autóbusz-állomás végállomás         | 29 | 26 | 1G, 2, 5, 5P, 6, 9, 9D, 10, 11, 15, 16, 26, 26R, 50, 55, 57, 70 770, 804, 814, 822, 823, 824, 8400, 8402, 8403, 8406, 8410, 8423, 8432, 8435, 8436, 8437, 8441, 8442, 8462, 8463, 8464, 8465, 8466, 8467, 8472, 8479 1758, 1824, 1841, 1843, 1845, 1848, 1850, 1851 S10 G10 S12 IC, EC, EN, gyorsvonat, expresszvonat, |
| ∫  | ∫  | Vasútállomás                        | 28 | 25 | 1G, 2, 5, 5P, 9, 9D, 15, 16, 26, 26R, 38, 38G, 50, 53I, 55, 57, 59B S10 G10 S12 IC, EC, EN, gyorsvonat, expresszvonat, |
| 3  | 2  | Kórház                              | 26 | 24 | 1G, 6, 8, 8L, 8S, 9, 11, 16, 18, 38, 38G, 50, 57, 59B 770, 823, 8402, 8403, 8441, 8442, 8443, 8462, 8463, 8464, 8465, 8466, 8467 1758, 1824, 1841, 1843, 1845, 1846, 1848, 1851 |
| 4  | 3  | Kollégium                           | ∫  | ∫  | 1G, 6, 8, 8L, 8S, 9, 11, 18, 38, 38G, 50, 57, 59 |
| 5  | 5  | Madách Imre utca                    | 24 | 22 | 1G, 2, 6, 9, 9D, 11, 16, 26, 26R, 50, 51B, 52, 52I, 57, 59I 8443 |
| 6  | 6  | Bajcsy-Zsilinszky utca              | 23 | 21 | 1G, 6, 11, 16, 26, 26R, 51B, 52, 52I |
| 8  | 7  | Kossuth Lajos utca                  | 21 | 19 | 1G, 4, 4E, 6, 11, 16, 26, 26R, 51, 51B, 52, 52I |
| 9  | 8  | Árpád köz                           | 20 | 18 | 1G, 4, 4E, 11, 51, 51B, 52, 52I |
| 10 | 9  | Vágóhíd utca                        | 19 | 17 | 1G, 4, 4E, 11, 51, 51B, 52, 52I |
| 11 | 10 | Eötvös utca                         | 18 | 16 | 1G, 4, 4E, 11, 51, 51B, 52, 52I |
| 13 | 12 | Omega Park                          | 16 | 14 | 1G, 2, 4, 4E, 5, 5P, 6, 10, 11, 15, 16, 52, 52I, 55 8410, 8442 |
| ∫  | ∫  | Kormányhivatal                      | 15 | 13 | 1G, 4, 4E, 5, 5P, 6, 10, 11 822, 823, 824, 8406, 8410, 8423, 8432, 8435, 8436, 8437, 8442, 8443, 8472 |
| 16 | 14 | Szent Borbála út                    | 13 | 12 | 1G, 4, 4E, 5, 5P, 6, 10, 11, 16, 51, 51B, 59B 822, 824, 8406, 8410, 8423, 8432, 8435, 8436, 8437, 8443, 8460, 8472 |
| 18 | 15 | Sportpálya                          | 11 | 11 | 1G, 4, 4E, 5, 5P, 6, 10, 11, 16, 51, 51B, 59B 822, 824, 8406, 8410, 8423, 8432, 8435, 8436, 8437, 8443, 8460, 8472 |
| 19 | 16 | Gőzfürdő                            | 10 | 10 | 1G, 3, 3A, 3G, 3L, 4, 4E, 6, 8, 8L, 8S, 11, 16, 18, 38, 38G, 51, 51B, 53B 8435, 8436 |
| 20 | 17 | Újtemető                            | 9  | 9  | 1G, 3, 3A, 3G, 3L, 4, 4E, 6, 8, 8L, 8S, 11, 16, 18, 38, 38G, 51, 51B, 53B |
| 21 | 18 | Bányász körtér                      | 8  | 8  | 3, 3A, 3G, 3L, 4, 4E, 6, 8, 8L, 8S, 11, 16, 18, 36, 38, 38G, 51, 51B, 53B 8432, 8435, 8436 |
| 22 | 19 | Baross Gábor utca                   | 7  | 7  | 1G, 51, 51B |
| 23 | 20 | Csarnok utca                        | 6  | 6  | 1G, 51, 51B |
| 24 | 21 | Baross köz                          | 5  | 5  | 1G, 5, 5P, 51, 51B 8432, 8435, 8436, 8437 |
| 25 | 22 | Szabadság tér                       | 4  | 4  | 1G, 5, 5P, 51, 51B |
| 26 | 23 | Szolgáltató ház                     | 3  | 3  | 1G, 5, 5P, 9, 9D, 51, 51B 8432, 8435, 8436, 8437 |
| 27 | 24 | Templom utca                        | 2  | 2  | 1G, 5, 5P, 9, 9D, 51, 51B |
| 28 | 25 | Szikla utca                         | 1  | 1  | 1G, 5, 5P, 9, 9D, 51, 51B 8432, 8435, 8436, 8437 |
| 29 | 26 | Szent István úti forduló végállomás | 0  | 0  | 1G, 5, 5P, 9, 9D, 51, 51B |

## Külső hivatkozások
- Vonaltérképek. T-Busz Tatabányai Közlekedési Kft.. (Hozzáférés: 2018. december 3.)
- TbBusz.Gaja.hu